# 上古斯涅
48°53′24″N 23°1′48″E / 48.89000°N 23.03000°E
上古斯涅（烏克蘭語：Верхнє Гусне），是烏克蘭西部的村莊，隸屬利維夫州的桑比爾區。該村處於古斯尼揚卡河畔，始建於1556年，面積2.1平方公里，海拔高度731米，2001年人口689。